# Lewis Fiander
Lewis Fiander (* 12. Januar 1938 in Melbourne; † 24. Mai 2016 ebenda) war ein australischer Schauspieler.

## Leben
Lewis Fiander begann seine Karriere bereits im Kindesalter auf der Theaterbühne. Über das Radio kam er schließlich zum Fernsehen, und er wirkte im ersten ausgestrahlten australischen Fernsehspiel mit. 1959 wurde er Repertoiremitglied der Union Theatre Repertory Company. Nach zahlreichen Theaterproduktionen wechselte er zu den Elizabethan Trust Players nach Sydney. Nach einer Saison in Sydney zog es ihn nach London, wo er auf Empfehlung von John Gielgud einen Zweijahresvertrag bei einer Schauspielagentur erhielt. Er schloss sich der National Theatre Company am Old Vic an, wo Laurence Olivier als Regisseur wirkte. Seine erste Hauptrolle am West End spielte er im Musical 1776, er stellte hierbei John Adams dar. Er arbeitete auch mit der Royal Shakespeare Company.
Während seiner Zeit im Vereinigten Königreich erhielt er einige Film- und Fernsehrollen. Unter anderem war er in den Hammer-Filmen Dr. Jekyll and Sister Hyde und Die Rückkehr des Dr. Phibes zu sehen. Im spanischen Horrorfilm Ein Kind zu töten… spielte er die Hauptrolle. Gastauftritte hatte er unter anderem in den Fernsehserien Jason King, Die Füchse und Doctor Who.
Nach seiner Rückkehr nach Australien ließ er sich in Sydney nieder. Er war dort bis Ende der 1990er Jahre in zahlreichen Fernsehproduktionen tätig und kehrte zur Melbourne Theatre Company zurück. Er starb an den Folgen eines Schlaganfalles.

## Filmografie (Auswahl)

### Film
- 1963: Hotel International
- 1971: Dr. Jekyll und Sister Hyde (Dr. Jekyll and Sister Hyde)
- 1972: Die Rückkehr des Dr. Phibes
- 1974: Christina – Zwischen Thron und Liebe (The Abdication)
- 1976: Ein Kind zu töten… (¿Quién puede matar a un niño? )
- 1978: Sweeney 2
- 1994: Lucky Break – Leidenschaft in Gips (Lucky Break)

### Fernsehen
- 1971: Jason King
- 1976: Die Füchse (The Sweeney)
- 1979: Doctor Who
- 1984: Hammer House of Mystery and Suspense (Vorsicht, Hochspannung)
- 1988: In geheimer Mission (Mission: Impossible)